# Финаце (Теурень, Муреш)
Финаце (рум. Fânațe) — село у повіті Муреш в Румунії. Входить до складу комуни Теурень.
Село розташоване на відстані 284 км на північний захід від Бухареста, 37 км на захід від Тиргу-Муреша, 42 км на південний схід від Клуж-Напоки.

## Населення
За даними перепису населення 2002 року у селі проживали 73 особи. Рідною мовою 72 особи (98,6%) назвали румунську.
Національний склад населення села:
| Національність | Кількість осіб | Відсоток |
| -------------- | -------------- | -------- |
| румуни         | 59             | 80,8%    |
| цигани         | 13             | 17,8%    |